# Гејмвел (Северна Каролина)
Гејмвел (енгл. Gamewell) град је у америчкој савезној држави Северна Каролина.

## Демографија
По попису из 2010. године број становника је 4.051, што је 407 (11,2%) становника више него 2000. године.
| Група             | 2000.         | 2010.         |
| Белци             | 3.413 (93,7%) | 3.583 (88,4%) |
| Афроамериканци    | 143 (3,9%)    | 214 (5,3%)    |
| Азијати           | 4 (0,1%)      | 10 (0,2%)     |
| Хиспаноамериканци | 50 (1,4%)     | 183 (4,5%)    |
| Укупно            | 3.644         | 4.051         |